# Systers
Systers est une liste de diffusion électronique à destination des femmes informaticiennes créée en 1987 par Anita Borg. La communauté Systers s'efforce d'augmenter le nombre de femmes en informatique et d'améliorer leur environnement de travail.  Il s'agit probablement de la plus grande communauté de courrier électronique de femmes dans l'informatique.

## Histoire
Systers est formé par Anita Borg en 1987 après une discussion avec d'autres femmes lors du Symposium on Operating Systems Principles (SOSP) à Austin. Lors de la conférence, Borg obtient les adresses e-mail des sept femmes présentes et propose de créer une liste de diffusion dont elle devient l'administratrice. Le nom Systers provient de la combinaison des mots "systèmes (d'exploitation)" et "sœurs".
C'est la première communauté mondiale de femmes travaillant et étudiant dans le domaine de l'informatique. Par bouche à oreille, le groupe atteint environ 2 000 membres au milieu des années 1990. L'accent est mis sur la politesse et le respect contrairement au ton courant sur la plupart des autres listes de diffusion de l'époque (à l'apogée des bulletin board USENET où de nombreuses réactions agressives à une publication étaient courantes). Il est alors un moyen pour les femmes, souvent uniquement entourées d'hommes sur leur lieu de travail, d'échanger avec d'autres femmes et de bénéficier d'un espace où leur voix n'est pas étouffée par celle des hommes.
La taille du groupe conduit Borg à créer un système, appelé MECCA, qui permet aux membres de participer ou pas aux divers sujets de discussion. Plus tard, la liste passe à la technologie Web. En 2004, des femmes de 53 pays différents y participent. Systers a également influencé d'autres listes de diffusion similaires. En 2012, la communauté compte plus de 3 000 membres.
Après Anita Borg, Robin Jeffries devient administratrice de 2000 à 2012 avant de passer la main à Rosario Robinson, puis à Zaza Soriano.
La liste fonctionne sous GNU Mailman. Les membres de Systers et les participants au Google Summer of Code 2012 ont personnalisé le code pour répondre aux besoins de la communauté.

## Membres fondateurs
Systers est fondée après le Symposium on Operating Systems Principles (SOSP) de 1987 par :
- Anita Borg
- Stella Atkins (en)
- Miche Baker-Harvey
- Carla Ellis (en)
- Joan Francioni (en)
- Susan Gerhart (en)
- Anita K. Jones (en)
- Rivka Ladin (en)
- Barbara Liskov
- Sherri Menees Nichols
- Susan Owicki (en)
- Liuba Shrira (en)
- Karen Sollins